# Flat Earth Society
Pour les articles homonymes, voir Flat Earth Society (homonymie).
La Flat Earth Society (aussi appelée International Flat Earth Society ou International Flat Earth Research Society) est une organisation soutenant l'idée fausse de la terre plate, fondée en 1956 par l'Anglais Samuel Shenton, puis dirigée par l'Américain Charles K. Johnson. À la mort de Johnson, en 2001, l'organisation a connu quelques années d'inactivité, jusqu'à sa reprise en 2004 par Daniel Shenton, actuel dirigeant. Son siège social était basé à Lancaster, en Californie.

## Origines

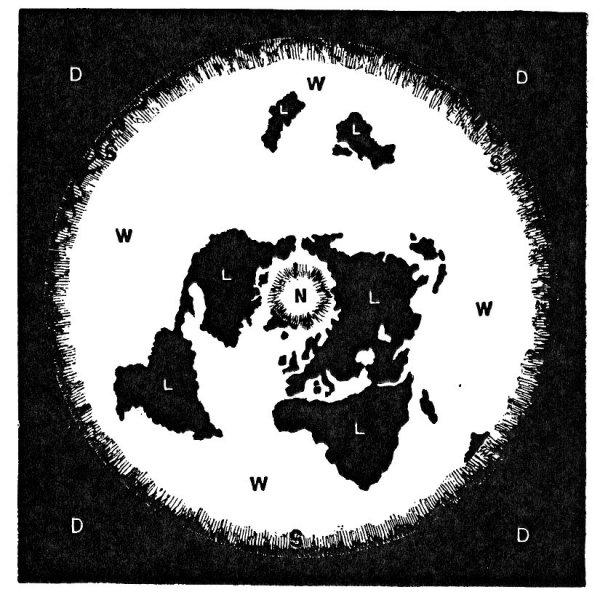
Carte de la Terre plate par Samuel Rowbotham.

L'idée que la Terre est plate est récurrente depuis les origines de la cosmologie mais, très tôt dans l'Antiquité, l'idée juste de la sphéricité de la terre et de son caractère planétaire fut émise, notamment par l'école pythagoricienne.
L'interprétation moderne de la théorie de la Terre plate est due à Samuel Rowbotham (1816 – 23 décembre 1884), qui se basa sur son interprétation de l'expérience de Bedford Level pour développer l'idée voulant que la Terre soit un disque centré sur le pôle Nord et bordé d'un haut mur de glace, le Soleil et la Lune tournant autour de la Terre à une distance approximative de 4 800 km. Rowbotham détaille sa vision du monde dans son ouvrage Zetetic Astronomy (littéralement, « astronomie zététique ») et crée la « Zetetic society » en Angleterre et à New York. 
À la mort de Samuel Rowbotham, l'Universal Zetetic Society est créée par Lady Elizabeth Blount (en).

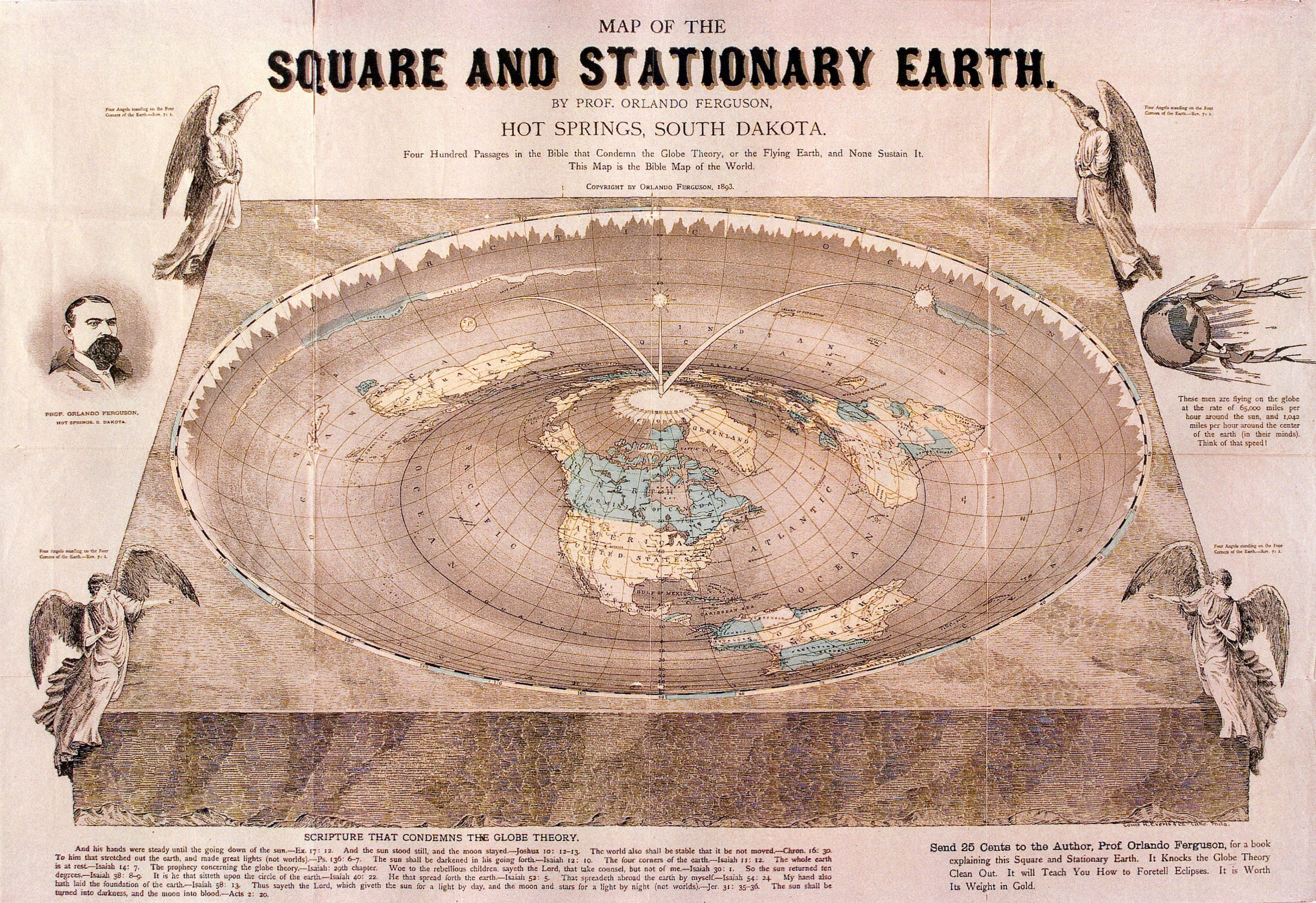
Terre plate, carte dessinée par Orlando Ferguson en 1893.

## LaFlat Earth SocietyauXXesiècle
En 1956, Samuel Shenton (en) crée l'International Flat Earth Research Society, plus connue simplement sous le nom de Flat Earth Society, comme succédant à l'Universal Zetetic Society, la dirigeant en tant que « secrétaire organisateur » depuis son domicile à Douvres,. Étant donné l'intérêt de Shenton pour les sciences et technologies alternatives, l'accent mis sur les arguments religieux est moins prononcé que dans la société qui l'a précédé. Cette création a lieu peu de temps avant que l'Union soviétique mette en orbite le premier satellite artificiel Spoutnik 1 , ce à quoi il répondit : « Naviguer autour de l'île de Wight prouverait-il qu'elle est sphérique ? C'est exactement la même chose pour ces satellites. ».

Son objectif principal était d'atteindre les enfants avant qu'ils ne soient convaincus de la sphéricité de la Terre. Malgré une large publicité, la course à l'espace érode le soutien de Shenton en Grande-Bretagne jusqu'en 1967, lorsqu'il commence à attirer l'attention pendant le programme Apollo. Lorsque les images satellitaires montrèrent la Terre comme une sphère, Shenton déclara : « Il est facile de voir comment une photo comme celle-là pourrait tromper un œil non averti ». Interrogé sur des photographies similaires prises par des astronautes, il attribua la courbure à l'utilisation d'un objectif grand angle, ajoutant : « C'est une tromperie du public et ce n'est pas correct ». En 1969, Shenton persuade Ellis Hillman (en), un enseignant à l'Université de Londres-Est, de devenir président de la Flat Earth Society, mais il y a peu de preuves d'activité de sa part avant la mort de Shenton en 1971, lorsqu'il ajoute la plupart des livres de la bibliothèque de ce dernier aux archives de la Science Fiction Foundation (en) qu'il a aidé à établir.
Les récits historiques et la tradition orale nous disent que les terres pouvaient autrefois former une seule masse, peut-être carrée, avec le pôle Nord magnétique en son centre, comme aujourd'hui. De vastes événements cataclysmiques et des secousses ont sans doute fracturé cette masse, divisant les terres pour former les continents et les îles tels qu'ils existent aujourd'hui. Une chose est certaine à propos de ce monde : le monde connu et habité est plat, de niveau, un monde de plaines.
Après la mort de Shenton, Charles K. Johnson (en) hérite d'une partie de sa bibliothèque et crée en Californie  l'International Flat Earth Research Society of America and Covenant People's Church, dont il devient président. Au cours des trois décennies suivantes, sous sa direction, la Flat Earth Society atteint 3 500 membres. Johnson passe des années à examiner les études sur les théories de la Terre plate et ronde et propose des preuves d'un complot contre la Terre plate, affirmant que « l'idée d'un globe en rotation n'est qu'un complot d'erreurs contre lequel Moïse, Christophe Colomb et Franklin Roosevelt ont tous lutté... ». Son article est publié dans le magazine Science Digest (en) en 1980. Il y ajoute : « Si c'est une sphère, la surface d'une grande étendue d'eau doit être courbée. Mon épouse et moi avons vérifié les surfaces du lac Tahoe et de la Salton Sea sans détecter de courbure. ».
Johnson publia de nombreux documents et gérait toutes les demandes d'adhésion. Sa publication la plus célèbre était Flat Earth News, un tabloïd trimestriel de quatre pages. Johnson payait les publications grâce aux cotisations annuelles. Il s'appuyait sur la Bible pour justifier ses croyances, et voyait les scientifiques comme des imposteurs cherchant à remplacer la religion par la science.
Le modèle le plus récent proposé pour la Terre par la Flat Earth Society est un disque, avec le pôle Nord pour centre et à sa périphérie un mur de glace de 50 mètres, l'Antarctique. La carte qui en résulte ressemble au drapeau des Nations unies, ce que Johnson utilisa comme argument pour sa position. Dans ce modèle, le Soleil et la Lune ont chacun un diamètre de 50 kilomètres.
La Flat Earth Society recrutait ses membres en s'opposant au gouvernement des États-Unis et à toutes ses agences, en particulier à la NASA. La plupart des textes de la Société de cette période proposaient des interprétations de la Bible allant dans le sens d'une Terre plate, bien qu'ils aient essayé également de fournir des explications et des preuves scientifiques. Elle semble disparue (au moins sous forme officielle) à la mort de Johnson en 2001. 

## AuXXIesiècle
La Flat Earth Society renaît en 2009 avec la création d'un forum homonyme. De nouveaux membres sont acceptés, le premier d'entre eux étant le musicien anglais Thomas Dolby, qui crée un autre forum dédié. En août 2020, l'organisation comptait 555 membres, le dernier inscrit datant de 2016[source insuffisante]. Le promoteur le plus connu dans ce milieu reste Eric Dubay, qui a écrit plusieurs livres à ce sujet et qui met surtout l'accent sur l'impossibilité d'une Terre ronde dans son livre : 200 preuves que la terre n'est pas une boule qui tourne, et plus récemment encore le livre Flat Earth FAQ, traduit en français. Les promoteurs actuels de la Flat Earth Community ont une théorie alternative centrale basée sur le modèle de la carte dite « Gleason model » ainsi que plus récemment découvert, le modèle de la carte dessinée dans la Lune ; les représentations diffèrent au sein même des membres de l'organisation, l'imagerie de Wilbur Voliva ou de Orlando Ferguson s'y côtoient par exemple. Toutes s'accordent néanmoins sur l'idée du complot généralisé de la part des agences spatiales, des fabricants de GPS et des services de contrôle aériens. La communauté scientifique reste totalement opposée à chacune des versions de cette théorie.
Différentes représentations de cette conception, qui n'émanent pas toutes de la Flat Earth Society, sont également disponibles sur le web. L'une des plus connues est celle, parodique, de Terry Pratchett : le Disque-monde. En mai 2018, il est toujours possible de trouver des sites et des forums internet qui défendent l'idée que la Terre est plate. Au début du XXIe siècle apparaissent, notamment sur les réseaux sociaux, des communautés de « platistes » promouvant le mythe, au moyen d'arguments complotistes. Ce phénomène, minoritaire mais en expansion, est l'objet du documentaire Behind the Curve (en) (2018).
En 2017, une enquête Ifop montre que 9 % des Français croient possible que la Terre soit plate ; aux États-Unis, les flat earthers seraient environ 12 millions.